# 9718 Gerbefremov
9718 Gerbefremov (1976 YR1) là một tiểu hành tinh vành đai chính được phát hiện ngày 16 tháng 12 năm 1976 bởi L. I. Chernykh ở Đài vật lý thiên văn Crimean.